# Sinophora submacula
Sinophora submacula — вид полужесткокрылых насекомых из семейства цикад-пенниц.

## Распространение
Распространён в южной части Приморского края, на юге Сахалинской области и на южных Курильских островах, а также в Японии, Кореи, на северо-востоке и центрально-южной части Китая.

## Описание
Пенница длиной от 10,5 до 13,5 мм, бурая, с расплывчатым рисунком от светло-бурого до почти чёрного. Лицо более или менее затемнено, постклипеус с тёмными боками и широкой светлой полосой вдоль средней линии. Темя и передняя половина переднеспинки обычно светлее щитка, надкрылья и задние половины переднеспинки, на светлой части переднеспинки обычно по средней линии идёт теменная полоска. Надкрылья с расплывчатыми теменными пятнами в основании, в средней части кориума и спереди от вершины клавуса. Нижняя сторона тела и ноги буроватые, кое-где с более тёмными пятнами